# Ofo (دوچرخه اشتراکی)

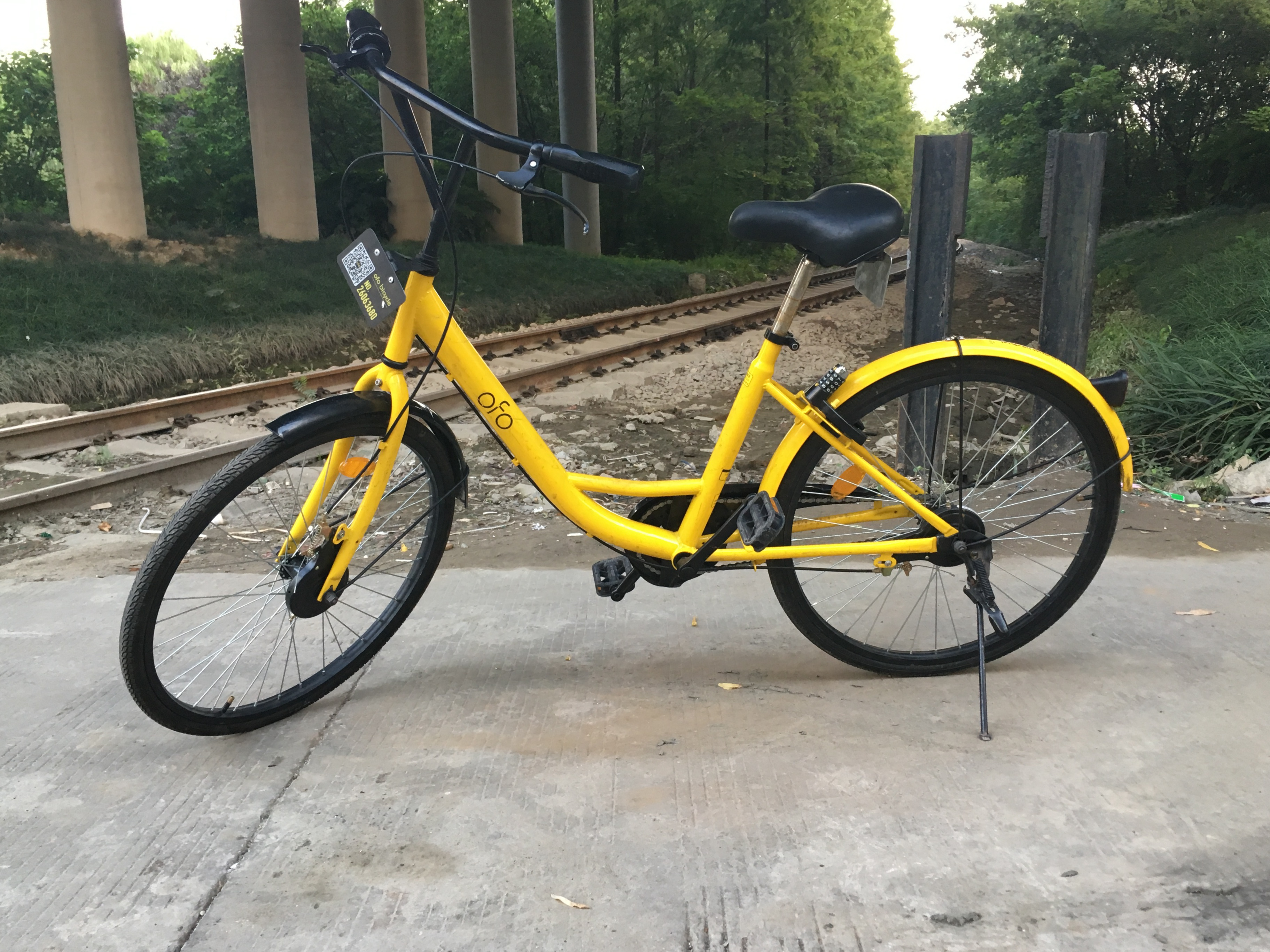
یک دوچرخه ofo در هانگژو چین

ofo یک شرکت فعال در زمینه دوچرخه اشتراکی در چین است که فعالیت خود را از سال ۲۰۱۴ آغاز کرده‌است. آن‌ها از گوشی‌های هوشمند جهت پیدا کردن نزدیک‌ترین دوچرخه، بازکردن آن و پرداخت هزینه استفاده کردند. هزینه دوچرخه در این طرح به صورت ساعتی حساب می‌شود.
تا سال ۲۰۱۷ حدود ۱۰ میلیون دوچرخه را ۲۵۰ شهر در ۲۰ کشور گسترش داده بودند. ارزش این شرکت ۲میلیارد دلار با حدود ۶۲٫۷ میلیون کاربر تخمین زده شد.
در سال 2018 ofo اعلام کرد سطح فعالیت خود را پایین آورده و از بیشتر شهرهای آمریکا و چندین کشور دیگر خارج شده‌است.

## History

### 2014–2016: Founding in China
این شرکت در سال ۲۰۱۴ قبل از این که نام ofo را برای خود برگزیند به وسیله پنج عضو دانشگاه پکن با تمرکز روی دوچرخه توریستی شروع به کار کرد. دلیل این نامگذاری شباهت ظاهری حروف این کلمه به یک دوچرخه سوار بر روی دوچرخه اش است. دو حرف o نشان دهنده دوچرخ دوچرخه و f نشان دهنده دوچرخه سوار هستند. در ژوئن ۲۰۱۵ با سرمایه‌گذاری فارق التحصیلان دانشگاه ۲۰۰۰ دوچرخه را بیش از ۲۰٬۰۰۰ کاربر راه انداختند. در سال ۲۰۱۶ دامنه فعالیت‌هایشان را به سایر شهرها گسترش دادند و در آخر سال ناوگانی با ۸۵٬۰۰۰ دوچرخه در شهرهای مختلف چین داشته‌اند. با سرمایه‌گذاری ۱۳۰میلیون دلاری دو شرکت فناوری شیائومی و Didi Chuxing در سپتامبر ۲۰۱۶ فعالیت‌هایشان را به خارج از چین گسترش داده‌اند. در فوریه ۲۰۱۷ با همکاری Didi Chuxing و سرمایه‌گذاری سری D حدود ۴۵۰ میلیون دلاری شرکت روسی Digital Sky Technologies ارزش ofo به یک میلیارد دلار رسید.

### ۲۰۱۶–۲۰۱۸: توسعه بین‌المللی
ofo فعالیت‌های خود را در سال ۲۰۱۷ با اجرای پروژه سنگاپور در فوریه و دانشگاه کمبریج در آوریل سیاتل آمریکا در اوت و سیدنی استرالیا در اکتبر به بیرون از چین گسترش داد.

## نحوه استفاده

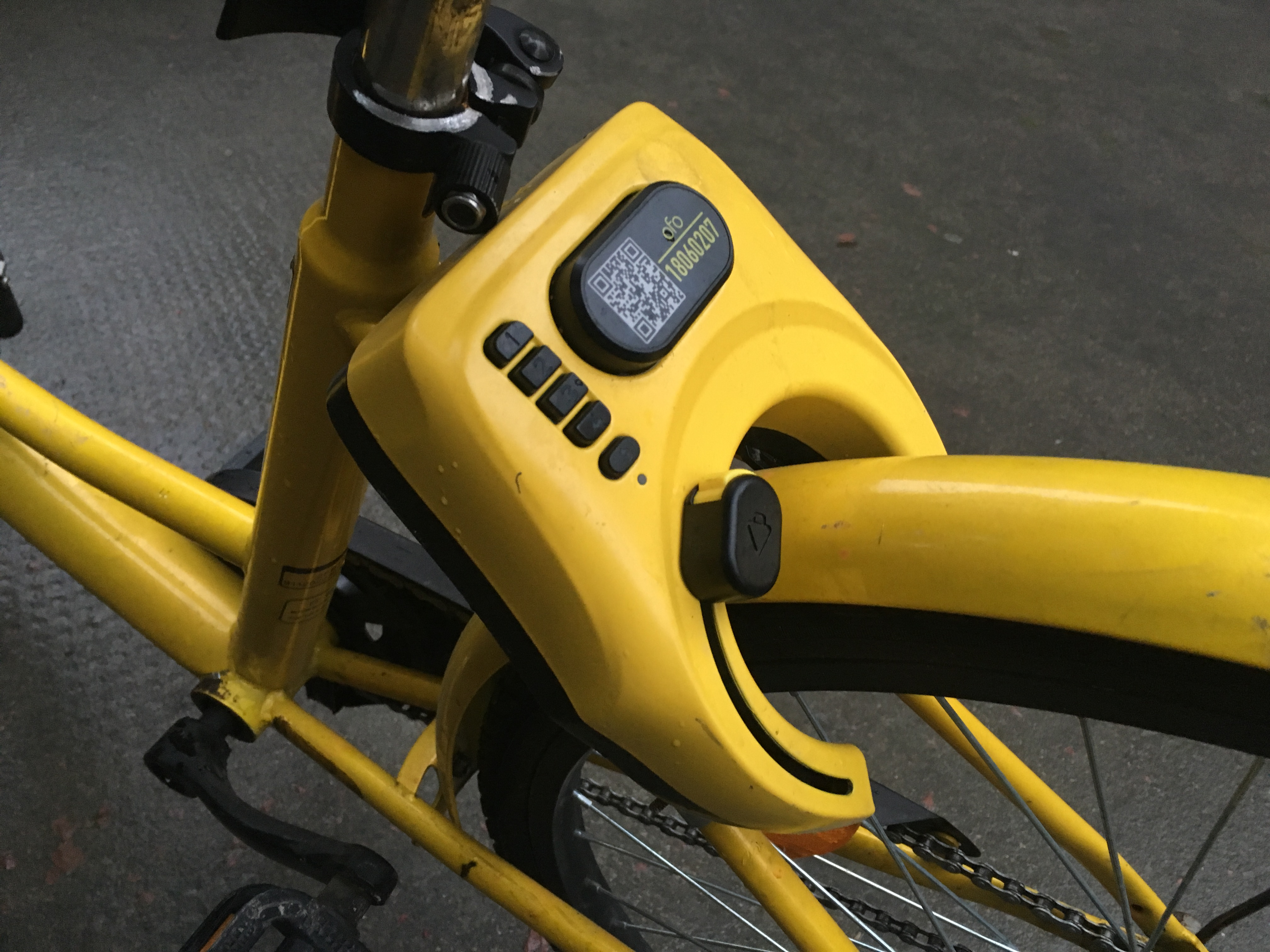
قفل نصب شده بر روی ofo

کاربران با برنامه کاربردی رو گوشی هوشمند خود که شرکت ارائه کرده‌است نزدیک‌ترین دوچرخه به خود را پیدا می‌کند. هر دوچرخه یک QRکد روی بدنه خود دارد. کاربر برای بازکردن دوچرخه باید این کد را با گوشی خود اسکن کند. دوچرخه‌های ofo به مکان‌یاب GPS مجهز شده‌اند. پرداخت نیز با کارت اعتباری انجام می‌شود. کاربر پس از اتمام سفر دوچرخه را در هر مکانی که مایل باشد قفل و رها می‌کند.

## جنجال‌ها

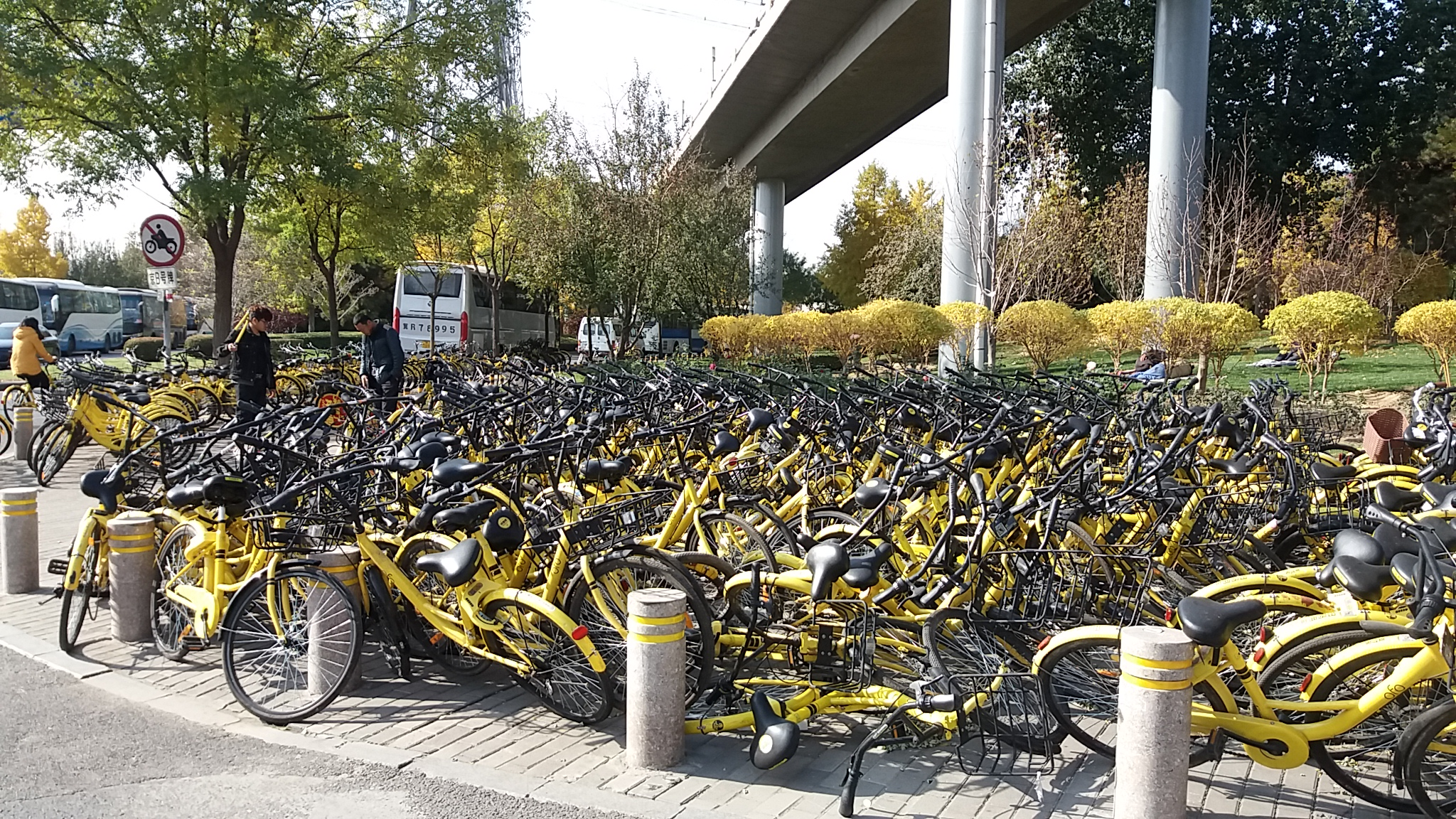
یکی از جایگاه های شرکت Ofo (دوچرخه اشتراکی)

مانند سایر شرکت‌های فعال در این زمینه مانند ReddyBike و Obike که در شهرهای مختلف دوچرخه شناور را اجرا کردند، ofo نیز با مشکل پارک دوچرخه در جای نامناسب مانند خیابان‌ها و پیاده‌روها مواجه است؛ که باعث بی نظمی و تخریب چهره شهرها شده‌است. این مشکل در برخی از شهرهای چین که تعداد دوچرخه‌های آن به نسب زیاد است باعث دردسر شده و مسئولین را به فکر استفاده از راه چاره انداخته‌اند. متأسفانه ofo یکی از بدترین تجربه‌ها در این زمینه را دارد.
خرابی‌های احتمالی دوچرخه‌ها در ofo به وسیلهٔ یک کارشناس بررسی می‌شود و در صورت مقصر بودن کاربر باید هزینه‌های مربوط را بپردازد. در صورتی که کاربر به رأی کارشناس معترض باشد می‌تواند به دادگاه شکایت کند.